# Edgar Freire Rubio
Edgar Freire Rubio (Quito, 3 de junio de 1947) es un escritor, cuentista, antólogo, historiador y librero ecuatoriano.
Su trabajo como librero le llevó a convertirse en antólogo o compilador, escritor, cuentista e historiador por su amplio conocimiento de la historia social. Su pasión por los libros le trasladó al mundo inconmensurable del conocimiento, siempre su escritorio estuvo rodeado del periódico del día, revistas, siempre estuvo sacando fichas para sus investigaciones; amante de la novela y la biografía de personajes del Ecuador y del mundo.

## Datos biográficos
Nace en Quito, Ecuador, el 3 de junio de 1947, en el barrio quiteño de San Roque, límite sur del ahora llamado casco colonial o centro histórico, lugar que fue la residencia de pintores, literatos y bohemios de otro tiempo, pero sobre todo, allí surge la fuerza humana de la Independencia. Fueron sus padres Carlos Alberto Freire y doña Dolores Rubio. Tiene tres hijos: Susana Andrea Freire García (1977) escritora y gestora cultural; Edgar Freire García (1982) egresado de la Escuela de Biología de la Universidad Central del Ecuador y Daniela Belén Freire García.
El ejemplo de su padre fue la dignidad, el amor al trabajo, el gran sentido de perfección y el afán de superación; la mejor arma para su crecimiento personal y profesional fue la educación y la formación de valores humanos y cívicos. De su madre, denominada por él mismo como “la maga de la casa” le adentra en un nuevo mundo de las tradiciones y las fantasías de los cuentos; el mismo relata “Yo soy producto de mi madre. Mientras esperábamos a mi padre, ella nos contaba de la María Angula, de la canilla del muerto, la caja ronca y todas esas tradiciones.
La pobreza y la riqueza tiene connotaciones diversas para unos y otros; Edgar Freire estuvo rodeado de todo lo que podía necesitar, ropa, zapatos, útiles escolares, educación y sobre todo el cariño y amor de sus padres; por tanto, vivió en la riqueza. En su vida adulta, se le ve siempre con la sonrisa en los labios, benévolo, con la conciencia tranquila, con una verdadera ubicación de sus ancestros y de su ciudad a la que ama y este amor se revierte a ella con brindar a los demás lo que a través de la historia se ha publicado. Por esta magnitud de trabajo, por este aporte cultural se ha ganado el título que él prefiere de “caballero de la quiteñidad”, deja con humildad para otros el título de “Quitólogo”.

## Ejercicio profesional
Realiza estudios en el Normal Juan Montalvo y se gradúa como bachiller en Ciencias de La Educación el 23 de julio de 1965, se preparó para ejercer el magisterio y para la enseñanza, más nunca llegó a ejercer como maestro. Una vez graduado fue a trabajar en la Librería CIMA, cuyo Gerente era el señor Don Luis Carrera, uno de los cuatro accionistas “quien le inculcó la curiosidad por la letra impresa y la pasión por el oficio de librero”.
Poco a poco fue tomando cariño por este trabajo, pero aspiraba mucho más; deseaba incursionar en estudios universitarios, ingresar a la Escuela de Periodismo; Luis Carrera al saber sobre estos afanes, le hizo ver que “la librería es la mejor universidad, Usted lea, lea mucho y aprenderá a escribir” (Freire 1997). Fueron muchos los libros que le recomendó el maestro, y además, aprendió tanto de las conversaciones con los clientes especiales, muchos de ellos literatos, escritores reconocidos a nivel Nacional, quienes visitaban la librería en la búsqueda de lo más actualizado de las publicaciones, cada uno con su personalidad como Benjamín Carrión, Alfredo Pareja Diezcanseco, Jorge Icaza, Ricardo Descalzi, Hernán Rodríguez Castelo, Patricio Quevedo, Pedro Jorge Vera, etc. y aprendió el secreto del buen hablar, escuchar, mirar y discernir. Más tarde, podría decir que cumplió su sueño, porque se convirtió en colaborador del periódico El Comercio, La Hora de la ciudad de Quito y su columna ha sido muy bienvenida a través de la “Revista Artes” y también, aunque temporalmente y durante dos años en el periódico “El Quiteño” medio del Distrito Metropolitano de Quito.
A lo largo de su trabajo no dejó pasar la oportunidad y asistió a un Curso de Organización de Bibliotecas en la Escuela de Administración de la Universidad Central del Ecuador, en 1967; en el año de 1972 asiste a un curso de Relaciones Públicas, Relaciones Humanas y Ventas en el Instituto de Relaciones Públicas, luego a un curso de Supervisión y Administración de Empresas en SECAP, en el año de 1973.
Luego de trabajar durante 40 años, se convirtió en la persona que recomienda la lectura, que sabe los últimos temas publicados y de esta manera también ha vendido muchos libros. El médico Fabián Guarderas puso en la prensa un comentario que coloca una verdadera etiqueta al personaje “Edgar Freire es un valor intelectual casi irreemplazable y, por donde se lo mire, un ejemplo a imitar, lo conozco y disfruto de su generosa amistad desde hace muchos años. Gracias a su oficio de Librero inigualable en el Ecuador” (La Hora 2012). No menos importante es su trabajo involucrado en la parte editorial; en estos últimos 20 años “nos viene regalando en la prensa nacional puntuales ficheros, comentarios y estudios sobre las publicaciones ecuatorianas”.
Producto de su tesonero esfuerzo es “El libro nacional: ese desconocido” (1987), “Desde el mostrador del librero” en 3 volúmenes y “En esas viejas librerías” (1993); no cabe duda de que este es un trabajo pionero que no demuestra sino el amor por conservar, recopilar y mantener la memoria de las publicaciones y que ojalá sea continuada su labor por otros “quijotes” como Edgar Freire Rubio. Hay alguien que ha estudiado toda su obra y merece reconocimiento con el estudio introductorio a la obra editada por el FONSAL “El derecho y el revés de la memoria, Quito tradicional y legendario” como es la doctora filóloga hispánica por la UNED, la española María del Carmen Fernández Delgado.

### La Leyenda y la Tradición
La Leyenda narra acontecimientos ocurridos en el pasado histórico y forma parte de la idiosincrasia de la gente, mucho del relato no es verificable; mucho se transmite oralmente y corre el peligro de distorsionarse y abundar en la fantasía. El Quito de las décadas de inicios del siglo XX, era propicio para la reunión familiar, en compañía de amigos en las casas al calor de un chocolate con queso, en medio de la tertulia literaria y musical. Mucho de esta sana costumbre fue perdiéndose con el desarrollo urbano, con el aumento de la población, con la venida de otras formas de disfrutar la vida a través de la tecnología como el cine, la televisión y ahora con las redes sociales.
El mérito de Edgar Freire ha sido rescatar la memoria del un pueblo que tuvo en cada obra publicada este elemento inseparable de la identidad humana, la fantasía, el cuento y el relato traducido en este género literario de la leyenda.

### Historia
Su recolección de relatos tienen también un ingrediente serio de hechos históricos y se convierte en un aporte para la historia, María del Carmen Fernández quien estudia su obra dice al respecto: que en este punto no se trata de “evocar alguna anécdota dudosa de un pasado más o menos ficticio; radica en suministrarnos información precisa sobre ciertas realidades, lugares y figuras señeras en el devenir de la ciudad".
Así podemos deleitarnos de narraciones históricas que son tomadas en cuenta en la obra “El derecho y el revés de la memoria, Quito tradicional y legendario”. en donde encontramos a Ricardo Descalzi del Castillo con “Fundación de San Francisco de Quito y el nombre de su fundador; de Fernando Jurado Noboa “Lugar de nacimiento, fecha y ascendencia familiar de Atahualpa”; el dos de agosto de Pedro Fermín Cevallos; “El rollo o la picota Colonial de Quito” de Luciano Andrade Marín. De esta manera, Freire Rubio contribuye a mantener la memoria de la historia de Quito.

## Obras

### Acerca de Quito
- Freire Rubio, Edgar. 1987. Quito: Tradiciones, Leyendas y Nostalgia. Tomo I. Quito: Municipio de Quito.

- Freire Rubio, Edgar. 1990. El Barrio de los Prodigios (Colección de Relatos). Quito: Libresa.

- Freire Rubio, Edgar. 1991. Quito: Tradiciones, Leyendas y Nostalgia. Tomo I. Quito: Librería Cima.

- Freire Rubio, Edgar. 1993. Quito: Tradiciones, Leyendas y Nostalgia. Tomo II. Quito: Librería Cima.

- Freire Rubio, Edgar. 1993. Quito: Tradiciones, Leyendas y Nostalgia. Tomo III. Quito: Librería Cima & Abrapalabra.

- Freire Rubio, Edgar. 1993. Quito: Tradiciones, Leyendas y Nostalgia. Tomo III. Quito: Abrapalabra Editores. ISBN 9978-82-294-1

- Freire Rubio, Edgar. 1993. Quito: Tradiciones, Leyendas y Nostalgia. Tomo IV. Quito: Libresa. ISBN 9978-80-678-4

- Freire Rubio, Edgar. 1993. Quito: Tradiciones, Leyendas y Nostalgia. Tomo V. Quito: Libresa. ISBN 9978-80-878-7

- Freire Rubio, Edgar. 1993. Quito: Tradiciones, Leyendas y Nostalgia. Quito: Abrapalabra Editores. ISBN 9978-82-294-1

- Freire Rubio, Edgar. 1994. Quito: Tradiciones, Leyendas y Memoria. Quito: Colección ANTARES. ISBN 9978-80-949-X

- Freire Rubio, Edgar. 1998. El Barrio de los Prodigios (Colección de Relatos). Quito: Grupo Santillana. Colección “Caja de

letras”.
- Freire Rubio, Edgar; Manuel Espinosa Polo. 1999. Parias, Perdedores y otros antihéroes. Quito: Taller de Estudios Andinos.

- Freire Rubio, Edgar. 2002. Quito: Tradiciones, Leyendas y Nostalgia. Tomo III. Quito: Libresa.

- Freire Rubio, Edgar. 2005. Quito y sus célebres personajes (parias, perdedores y otros antiheroes). Quito: Colección ANTARES. ISBN 9978-80-949-X

- Freire Rubio, Edgar. 2006. Derecho y el Revés de la Memoria, al Quito Tradicional y Legendario. Quito: Colección Básica de Quito. FONSAL. ISBN 9978-30-027-9

- Freire Rubio, Edgar. 2005. Quito, tradiciones, leyendas y memoria (compilación). Quito: Colección Antares.

### Cuentos
- Freire Rubio, Edgar. 1998. El Barrio de los Prodigios: Memoria de un niño. Quito: Libresa.// María Angula

### Prólogos
- Freire Rubio, Edgar. 1994. Prólogo. Las Quiteñas obra de Fernando Jurado Noboa. Quito: Dinediciones, Colección Siempre.

- Freire Rubio, Edgar. 2004. Prólogo. Biografía y Antología de Médicos Poetas del Ecuador, siglos XIX, XX y XXI de Edison Calvachi Cruz. Quito: Láser Editores.

- Freire Rubio, Edgar. Prólogo. Desafíos: Entre verdades y burladeros obra de Mauricio Riofrío.

- Freire Rubio, Edgar. Prólogo. Hospitales de Quito, obra de Fabián Guarderas.

- Freire Rubio, Edgar. Prólogo. Juegos populares obra de Oswaldo Mantilla.

- Freire Rubio, Edgar. Prólogo. Formación de Valores, obra de Patricio Bermúdez.

### Actividad editorial y de librero
- Freire Rubio, Edgar. 1987. El libro nacional: ese desconocido. Guayaquil: Universidad de Guayaquil.
- Freire Rubio, Edgar. 1987. Boletín Bibliográfico. Ecuador: Novedades, 1985-1987. Colombia: CERLALC Y UNESCO.
- Freire Rubio, Edgar. 1990. Desde el mostrador del librero, lo que el País editó desde junio de 1987 a julio de 1990. Quito:

Imprenta Mariscal y Editorial Grijalbo. ISBN 9978-82-015-9
- Freire Rubio, Edgar. 1992. Desde el mostrador del librero. Tomo II. Quito: FESO y Abya-Yala.
- Freire Rubio, Edgar. 1996. Desde el mostrador del librero. Tomo III. Quito: SINAB.
- Freire Rubio, Edgar. 1993. ¡Esas viejas librerías de Quito!. Quito: Cámara Ecuatoriana del Libro, Núcleo de Pichincha.
- Freire Rubio, Edgar. 1993. Los libros en mi vida (la historia que nuca se contó). Quito: Círculo de Lectores.
- Freire Rubio, Edgar. Ficheros bibliográficos mensuales, comentarios, acontecimientos culturales del país, desde 1985 hasta el momento (2014). Quito: El Comercio, Hoy y la Hora.
- Freire Rubio, Edgar. Artículos y comentarios del mundo del libro en Revistas como la Guayaquileña Matapalo, Crónica del Río, Revista de la Universidad de Guayaquil, El Guacamayo y la Serpiente en Cuenca; Nariz del Diablo, Libroteca, Letras del Ecuador, Diners y Procesos en Quito.
- Freire Rubio, Edgar. Reseña sobre libros en las Revistas Vistazo y Gestión de Quito.
- Freire Rubio, Edgar. 2006. Historia de las Librerías quiteñas. Quito: El Comercio.

### Artículos publicados
- Freire Rubio, Edgar. 2012. ¡Adiós a las cometas! Quito: El Quiteño. 130 ( ): 2.
- Freire Rubio, Edgar. 2012. A donde los pies te lleven . Quito: El Quiteño. 115 ( ): 2.

## Honores
- Tercer Premio Tercer Concurso de Literatura Infantil Alicia Yánez Cossío, convocado por el Consejo Provincial de Pichincha, 2005.
- Candidato Premio Iberoamericano al Mérito Librero, organizado en el IV Congreso Iberoamericano de Libreros y del XVI Congreso de Libreros Mexicanos.
- Miembro del Consejo Editorial de la Casa de la Cultura Ecuatoriana, desde 1989-1990.
- Miembro del Consejo Editorial de DINEDICIONES, desde 1990.
- Miembro del Comité de Redacción de la Revista Libroteca.